# Kallias III.
Kallias (griechisch Καλλίας Kallías; * um 450 v. Chr.; † 371 v. Chr.) war ein reicher Bürger Athens. Zur Unterscheidung von seinem Großvater (Kallias II.) und seinem Ururgroßvater (Kallias I.) wird er auch Kallias III. genannt. Seine Großmutter war Kimons Halbschwester Elpinike. Sein Vater Hipponikos galt als der „reichste Mann in Griechenland“. Seine Mutter war in zweiter Ehe mit Perikles verheiratet, seine Schwester mit Alkibiades.
Kallias verschwendete in jungen Jahren sein millionenschweres ererbtes Vermögen durch einen extravaganten Lebensstil mit leichten Mädchen, Bittstellern und Schmarotzern. Interesse zeigte er aber auch an Entwicklungen der Kunst, die er großzügig förderte, und an philosophischen Fragen. In seinem Haus spielte der platonische Dialog Protagoras und das Symposion von Xenophon. Xenophon berichtet davon, dass Kallias viel Geld für Unterricht durch die Sophisten Protagoras, Gorgias und Prodikos ausgegeben habe. Auch Sokrates gehörte zu den Personen, deren Umgang Kallias schätzte. „Kallias“, so äußerte sich Sokrates in seiner Verteidigungsrede „hat mehr Geld für Sophisten ausgegeben als alle anderen Athener zusammen.“ Er versuchte diese Einbußen durch verschiedene finanziell günstige Eheschließungen und Geschäfte mit den im Familienbesitz befindlichen Silberminen auszugleichen. 
406 war er führender Archon Athens und 393/2 Kommandeur der athenischen Truppen in Korinth. Bis kurz vor seinem Tod war er an den Friedensverhandlungen mit Sparta beteiligt. Vermutlich starb Kallias mittellos und in bitterer Armut.